# Max Bröske
Friedrich Richard Max Bröske (ur. 25 lipca 1882 w Królewcu, zm. 13 marca 1915 tamże) – niemiecki wioślarz, brązowy medalista olimpijski. 
Wystąpił na igrzyskach olimpijskich w Sztokholmie w 1912, gdzie niemiecka osada Berliner Ruderverein von 1876 w składzie: Otto Liebing, Max Bröske, Max Vetter, Willi Bartholomae, Fritz Bartholomae, Werner Dehn, Rudolf Reichelt, Hans Matthiae i Kurt Runge zdobyła brązowy medal w ósemkach. W walce o finał Niemcy przegrali z Brytyjczykami z osady Leander Club o 2,4 sekundy. Osada Leander zdobyła ostatecznie złoty medal. Był to jego jedyny start olimpijski.
W ósemkach zdobył także mistrzostwo kraju w 1912 i srebrny medal w 1911.